# المفتاح السيليكونى ذو بوابة الإطفاء
المفتاح السيليكوني ذو بوابة الإطفاء (بالإنجليزية: Gate turn-off thyristor)‏ هو نوع خاص من الثايرستور، وهو جهاز من أشباه الموصلات عالية الطاقة. اِختُرِع من قبل شركة جنرال إلكتريك. المفتاح السيليكوني ذو بوابة الإطفاء وعلى عكس الثايرستور العادي هو مجموعة مفاتيح يمكن التحكم فيها بالكامل ويمكن تشغيلها وإيقاف تشغيلها بعدّة طرق.

## وصف الجهاز

دائرة مكافئة من المفتاح السيليكوني ذو بوابة الإطفاء

الثايرستور العادي (المعدلات التي يتم التحكم فيها بالسيليكون) ليست مفاتيح يمكن التحكم فيها بالكامل بل يمكن تشغيل مفتاح يمكن التحكم فيه بالكامل وإيقاف تشغيله حسب الرغبة. لا يمكن تشغيل الثايرستور إلا باستخدام سلك البوابة، ولكن لا يمكن إيقاف تشغيله باستخدام سلك البوابة. يتمُّ تشغيل الثايرستور بإشارة بوابة، ولكن حتى بعد إلغاء تأكيد (إزالة) إشارة البوابة، يظل الثايرستور في حالة التشغيل حتى تحدث حالة إيقاف التشغيل والتي يمكن أن تكون تطبيق جهد عكسي على المحطات الطرفية، أو انخفاض في التيار الأمامي إلى ما دون قيمة عتبة معينة تُعرف باسم «التيار المستمر». وهكذا، يتصرف الثايرستور مثل ثنائي المساري (الصمام الثنائي العادي) لأشباه الموصلات بعد تشغيله أو «إطلاقه».
يمكن تشغيل المفتاح السيليكوني ذو بوابة الإطفاء بواسطة إشارة بوابة، ويمكن أيضًا إيقاف تشغيله بواسطة إشارة بوابة ذات قطبية سالبة. يتمُّ إنجاز التشغيل بواسطة نبضة «تيار موجب» بين البوابة ومحطات الكاثود. نظرًا لأن كاثود البوابة يتصرف مثل وصلة الموجب والسالب، سيكون هناك بعض الجهد الصغير نسبيًا بين المحطات. ومع ذلك، فإن ظاهرة التشغيل في المفتاح السيليكوني ذو بوابة الإطفاء ليست موثوقة مثل الثايرستور العادي ويجب الحفاظ على تيار البوابة الإيجابية الصغيرة حتى بعد التشغيل لتحسين الموثوقية.
يتم إيقاف التشغيل بواسطة نبضة «جهد سالب» بين البوابة ومحطات الكاثود. بعض التيار الأمامي (حوالي ثلث إلى خمس) «مسروق» ويستخدم للحث على جهد بوابة كاثود يؤدي بدوره إلى انخفاض التيار الأمامي وسيتوقف المفتاح السيليكوني ذو بوابة الإطفاء (الانتقال إلى حالة «الحجب»). يعاني المفتاح السيليكوني ذو بوابة الإطفاء من فترات إيقاف طويلة، حيث بعد سقوط التيار الأمامي، يكون هناك وقت طويل للذيل حيث يستمر التيار المتبقي في التدفق حتى يتم سحب كل الشحنات المتبقية من الجهاز. هذا يقيد الحد الأقصى لتردد التبديل إلى حوالي 1 كيلو هرتز. ومع ذلك، يمكن ملاحظة أن وقت إيقاف تشغيل المفتاح السيليكوني ذو بوابة الإطفاء أسرع بنحو عشر مرات من وقت إيقاف تشغيل الجهاز العادي.
للمساعدة في عملية إيقاف التشغيل، عادةً ما يتم تصنيع المفتاح السيليكوني ذو بوابة الإطفاء من عدد كبير (مئات أو آلاف) من خلايا الثايرستور الصغيرة المتصلة بالتوازي.
| الصفة المميزة | الوصف                | الثايرستور (1600 فولت، 350 أمبير) | المفتاح السيليكوني ذو بوابة الإطفاء (1600 فولت، 350 أمبير) |
| ------------- | -------------------- | --------------------------------- | ---------------------------------------------------------- |
| V T ON        | في حالة انخفاض الجهد | 1.5 فولت                          | 3.4 فولت                                                   |
| t on، Ig on   | تشغيل في نفس الوقت   | 200 مللي أمبير                    | 2 أمبير                                                    |
| T off         | إيقاف الوقت          | 150 مللي ثانية                    | 15 Us                                                      |

الثايرستور الموزع لإيقاف تشغيل البوابة العازلة (المفتاح السيليكوني ذو بوابة الإطفاء) هو ثايرستور مع طبقات PN إضافية في منطقة الانجراف لإعادة تشكيل ملف تعريف المجال وزيادة الجهد المسدود في حالة إيقاف التشغيل. بالمقارنة مع هيكل PNPN النموذجي للثايرستور التقليدي، فإن االمفتاح السيليكوني ذو بوابة الإطفاء له هيكل PN-PN-PN.

## عكس التحيز
يتوفر المفتاح السيليكوني ذو بوابة الإطفاء مع أو بدون إمكانية الحجب العكسي. تضيف قدرة الحجب العكسي إلى انخفاض الجهد الأمامي بسبب الحاجة إلى وجود منطقة P1 طويلة ومنخفضة المنشطات. هناك أيضًا المفتاح السيليكوني ذو بوابة الإطفاء القادر على إعاقة الجهد العكسي باسم الثايرستور المتماثل المفتاح السيليكوني ذو بوابة الإطفاء، والمختصر المفتاح السيليكوني ذو بوابة الإطفاء. عادة، يكون معدل الجهد العكسي للعرقلة ومعدل جهد الحجب الأمامي متماثلين. التطبيق النموذجي للثايرستور المفتاح السيليكوني ذو بوابة الإطفاء المتماثل في عاكس المصدر الحالي. وهناك المفتاح السيليكوني ذو بوابة الإطفاء غير القادر على إعاقة الجهد العكسي باسم المفتاح السيليكوني ذو بوابة الإطفاء الثايرستور غير المتماثل، وعادة ما يكون أكثر شيوعًا من الثايرستور المتماثل المفتاح السيليكوني ذو بوابة الإطفاء. عادةً ما يكون لديهم تصنيف انهيار عكسي بعشرات الفولتات. يتم استخدام المفتاح السيليكوني ذو بوابة الإطفاء حيث يتم استخدام صمام ثنائي موصل عكسي بالتوازي (على سبيل المثال، في محولات مصدر الجهد) أو حيث لا يحدث الجهد العكسي أبدًا (على سبيل المثال، في تبديل إمدادات الطاقة أو قاطعات الجر). يمكن تصنيع المفتاح السيليكوني ذو بوابة الإطفاء بصمام ثنائي موصل عكسي في نفس الحزمة. تُعرف هذه باسم المفتاح السيليكوني ذو بوابة الإطفاء للتوصيل العكسي للثايرستور.

## منطقة تشغيل آمنة
على عكس الترانزستور ثنائي القطب ذو البوابة المعزولة (IGBT)، يتطلب المفتاح السيليكوني ذو بوابة الإطفاء أجهزة خارجية (تُسمَّى snubber) لتشكيل المنعطف وإيقاف التيارات لمنع تدمير الجهاز.
أثناء التشغيل، يمتلك الجهاز حدًا أقصى لتصنيف dI / dt يحد من ارتفاع التيار. هذا للسماح للجزء الأكبر من الجهاز بالوصول إلى التشغيل قبل الوصول إلى التيار الكامل. إذا تم تجاوز هذا التصنيف، فسوف ترتفع درجة حرارة منطقة الجهاز الأقرب لجهات اتصال البوابة وتذوب من التيار الزائد. عادة ما يتم التحكم في معدل dI / dt عن طريق إضافة مفاعل قابل للإشباع (snubber)، على الرغم من أن تشغيل dI / dt هو أقل خطورة مع المفتاح السيليكوني ذو بوابة الإطفاء مما هو عليه مع الثايرستور العادي، بسبب طريقة المفتاح السيليكوني ذو بوابة الإطفاء شيدت من العديد من خلايا الثايرستور الصغيرة بالتوازي. عادةً ما تضع إعادة تعيين المفاعل القابل للإشباع حدًا أدنى من متطلبات وقت التوقف على الدوائر القائمة على المفتاح السيليكوني ذو بوابة الإطفاء.
أثناء إيقاف التشغيل، يجب أن يكون الجهد الأمامي للجهاز محدودًا حتى ينطفئ التيار. يكون الحد عادة حوالي 20٪ من معدل جهد الحجب الأمامي. إذا ارتفع الجهد بسرعة كبيرة عند إيقاف التشغيل، فلن يتم إيقاف تشغيل كل الجهاز وسيفشل المفتاح السيليكوني ذو بوابة الإطفاء، غالبًا بشكل متفجر، بسبب الجهد العالي والتيار المركّز على جزء صغير من الجهاز. يتم إضافة دوائر سنابر كبيرة حول الجهاز للحد من ارتفاع الجهد عند إيقاف التشغيل. عادةً ما تضع إعادة ضبط دائرة سنابر حدًا أدنى من متطلبات الوقت على الدوائر القائمة على المفتاح السيليكوني ذو بوابة الإطفاء.
يتمُّ التعامل مع الحد الأدنى من وقت التشغيل والإيقاف في دوائر المروحية بمحرك دي سي باستخدام تردد تبديل متغير في أدنى وأعلى دورة عمل. يمكن ملاحظة ذلك في تطبيقات الجر حيث يزداد التردد مع بدء تشغيل المحرك، ثم يظل التردد ثابتًا على معظم نطاقات السرعة، ثم ينخفض التردد مرة أخرى إلى الصفر بأقصى سرعة.

## التطبيقات
التطبيقات الرئيسية في المحركات متغيرة السرعة، العاكس العالي الطاقة والجر. يتم استبدال أجسام المفتاح السيليكوني ذو بوابة الإطفاء بشكل متزايد بواسطة الثايرستور المدمج بتبديل البوابة، والذي يعد تطورًا تطوريًا لـ المفتاح السيليكوني ذو بوابة الإطفاء، والترانزستورات ثنائية القطب المعزولة للبوابة، والتي هي أعضاء في عائلة الترانزستور.